# Mildreda

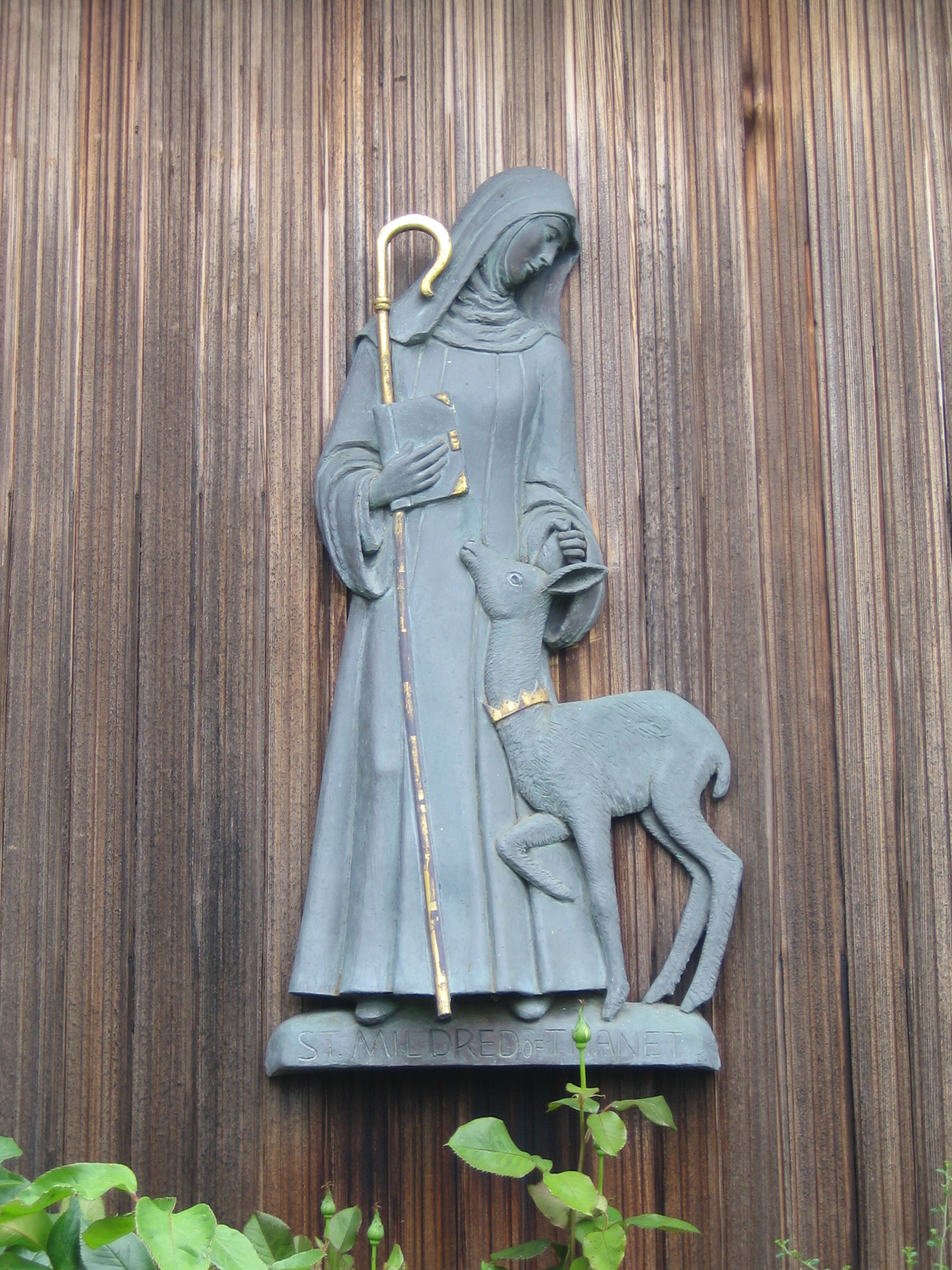
Sint-Mildred

Mildreda (ook: Mildred van Minster, Mildrith of Mildryth) († 13 juli 734) is een rooms-katholieke heilige.

## Geschiedenis
Mildreda werd in de 2e helft van de 7e eeuw geboren als dochter van koning Merowald van Magonset en prinses Ermenburga van Kent. Dezen hadden reeds een abdij gesticht te Minster-in-Thanet op het Isle of Thanet. Mildred werd opgevoed in de Abdij van Chelles om vervolgens non te worden in het klooster van Minster, waar haar moeder abdis was. In 695 volgde Mildreda haar moeder op. Na haar dood in 734 werd ze opgevolgd door Edburga, die een nieuwe abdijkerk liet bouwen, waar een reliekschrijn van Mildreda naar werd overgebracht, wat voor 748 heeft plaatsgevonden. In 1011 werd het klooster ingenomen door de Denen en het klooster werd verlaten. De kerk fungeerde sindsdien als parochiekerk. In 1030 werden haar relieken overgebracht naar de Augustijnenabdij van Canterbury, maar tijdens de reformatie werden ze vernield.
Mildreda wordt eveneens vereerd te Millam en te Izenberge, en in de 11e eeuw werden enkele relieken geschonken aan een kerk te Deventer. Ook in Minster werd een op de plaats van de voormalige abdij een nieuwe Benedictinessenabdij opgericht, en de nonnen aldaar verkregen eveneens een relikwie van Mildreda, die in 1953 werd overgebracht.